# Мануїл II
Мануї́л II Палеоло́г (грец. Μανουήλ Β΄ Παλαιολόγος; 27 червня 1350 — 21 липня 1425) — візантійський імператор (1391—1425). Представник династії Палеологів.
Незадовго до смерті постригся в ченці під іменем Матвія. Грецька православна церква згадує його 21 липня
Був автором численних праць різного характеру, у тому числі листів, поем, описів життя святих, трактатів про теологію та риторику та епітафії для свого брата Феодора I Палеолога, а також «дзеркала для князів» для сина і нащадка Іоанна, яке має особливе значення, оскільки є останнім візантійським «дзеркалом».

## Сім'я
- Дочка
- Костянтин Палеолог
- Іоанн VIII Палеолог
- Феодор II Палеолог, правитель Мореї
- Андронік Палеолог, деспот Салонік
- Дочка
- Міхаїл Палеолог
- Костянтин XI Драгаш
- Димитрій Палеолог, деспот Мореї
- Фома Палеолог, деспот Мореї
- Ізабелла Палеологіна (поза шлюбом)